# Флаттер (акустика)
Фла́ттер в акустике — эффект порхающего[какого?] эха в больших помещениях размером 25 и более квадратных метров, когда имеются две параллельные гладкие стены или потолок и пол, между которыми находится источник звука.
В результате многократного отражения в точке приёма звук периодически усиливается, а на коротких импульсных звуках, в зависимости от частотных компонент эха и интервала между ними, приобретает характер дребезга, тресков или ряда последовательных и затухающих сигналов эха.